# Peebles (circonscription du Parlement d'Écosse)
Pour les articles homonymes, voir Peebles (homonymie).
Peebles dans le Peeblesshire était un Burgh royal qui a élu un Commissaire au Parlement d'Écosse et à la Convention des États.
Après les Actes d'Union de 1707, Peebles, Lanark, Linlithgow et Selkirk ont formé le district de Lanark, envoyant un membre à la Chambre des communes de Grande-Bretagne.

## Liste des commissaires de burgh
- 1661-83, 1665 convention, 1667 convention: Alexander Williamson, provost [1]
- 1669-70: John Plenderleith [2]
- 1672-74: Alexander Williamson [2]
- 1681-82: William Williamson, greffier de la ville [3]
- 1678: Gawin Thompson, provost [4]
- 1689-1702: John Muir, marchand bourgeois  [5]
- 1702-07: Archibald Shiells, provost [6]